# Aikido
Aikido (jap. 合氣道) er en moderne japansk kampkunst eller kampsport, der er baseret på shin-budo. Aikido kan oversættes til "den harmoniske krafts vej".

## Historie
Betegnelsen 'aikido' er en fællesbetegnelse, der blev dannet i det 20. århundrede. Morihei Ueshiba - blandt ikke-japanere oftest omtalt som Ōsensei ('Den højtærede Lærer') - regnes for at have udviklet aikido i perioden fra 1930'erne og frem til sin død i 1969. Det tekniske grundlag udgøres altovervejende af Daitō-ryū Aiki-jūjutsu (大東流合氣柔術).
Efter Anden Verdenskrig opstod der skoler, der tilsluttede sig moderne sportsmodeller. Tomiki Kenji tilhørte en af de udøvere, som var kendt for at ændre aikido til sport (konkurrenceform). Dette skete, da han oprettede aikido-klubben ved Waseda University i Japan. Den nye sportskonkurrence-form skulle promoveres gennem et nyt forbund ved navn Japan Aikido Association (Nihon Aikido Kyokai, 日本合気道協会), som Tomiki også oprettede i 1967.
I dag eksisterer der over 30 forskellige retninger inden for aikido, hvor aikido trænes som kampkunst og siden 1967 også som kampsport (konkurrenceform)..
I Danmark begyndte man at træne aikido i 1964.

## Undervisning og læring
Aikido er ikke blot en kampteknik, men i høj grad også en personlig udviklingsproces, der i vidt omfang er baseret på "mesterlære". Begynderen starter med at være uvidende, men interesseret, og over de næste år bevæger han/hun sig i en spiral indefter – fra "legitim perifer deltagelse" (det er helt OK ikke at vide så meget) til en stadig større grad af socialisering og integration, hvor man stiger i anseelse, men også har større forpligtelser over de nytilkomne begyndere.
Den pågældende klub er således ikke "bare" et sted, hvor man træner, men basis for et praksisfællesskab – det at være i en gruppe, hvor man i kraft af sin individualitet og de forskellige niveauer, hver enkelt er på på et givet tidspunkt, bidrager til hinandens udvikling. Den øvede lærer begynderen nogle grundlæggende ting, samtidig med, at den øvede bliver mere præcis i sin viden, fordi vedkommende ikke blot skal have den, men netop også formidle den – til begynderen!
Det, man lærer, er ikke blot aikido: man tilegner sig en hel kultur, der omfatter både aikido og hovedtræk af hele den japanske civilisation. Samtidig udvikler man sig som menneske, idet man i sin egen verden ganske stille går fra at have en hobby/sport ("Jeg går til aikido") hen imod at være aikido-udøver ("Jeg dyrker aikido") og med tiden -mester – hvilket indebærer en anden måde at være i og møde verden på: andre værdier, andre forståelser af andres hensigter og af ens egen måde at forvalte rollen som medmenneske. Det er denne rigdom – denne udvikling og slibning af hele udøverens identitet.

## Ordet Aikido
Aikido består af de tre tegn:
- 合 – ai – Harmoni, venskab, og kærlighed.
- 氣 – ki – sind, vilje, og energi.
- 道 – do – vejen der forener krop og energi.

Den bedste oversættelse er vejen til aiki, bortset fra at det ikke rigtigt betyder noget.
Aikido er ikke et ord, der bliver brugt til hverdag i Japan, men er nærmest at betragte som et fagudtryk inden for kampsport.[kilde mangler] Det er svært at oversætte entydigt, dels fordi aiki bliver brugt på mange forskellige måder, og dels fordi den personlige forståelse af det udvikler sig hele livet.
For at give en fornemmelse af indholdet kan man sige følgende: "ai" og "ki" tilsammen betyder, at sindene eller energierne mødes/bringes i harmoni. Rent kampteknisk betyder dette, at man smelter sin egen energi eller fokus sammen med modstanderens (der ankommer som et angreb), hvorefter man overtager kontrollen af denne nu forenede energi eller hensigt – og neutraliserer den i form af et kast eller en lås.
Men i en mere filosofisk betydning er der tale om, at man tilpasser sig modstanderens hensigt og derefter vejleder ham i en mere hensigtsmæssig retning, hvor (ideelt set) hverken angriber eller forsvarer kommer til skade. Herved viser man, at der er en måde at leve på, hvor et menneske kan holde sine egne grænser – uden at have brug for at overskride andres..
Dette indebærer, at teknikken er fuldstændigt tilpasset til/timet med angrebet; at man indtager en fordelagtig position; at man bevarer initiativet; og at man holder angriberen ude af balance.
Subtile variationer i teknikken kan være med til at fratage modstanderen troen på, at det kan betale sig at fortsætte angrebet – men det kræver års træning at udnytte det.

## Aikido-teknikker
Følgende teknikker trænes generelt, men der kan være stor variation i udførelsen af dem.
- Irimi-nage (入り身投げ)
- Kaiten-nage (回転投げ)
- Shihō-nage (四方投げ)
- Kote-gaeshi (小手返し)
- Tenchi-nage (天地投げ)
- Koshi-nage (腰投げ)
- Jūji-nage (十字投げ) / Jūji-garami (十字絡み)
- Aiki-otoshi (合氣落し)
- Sumi-otoshi (隅落し)
- Ude-kime-nage (腕極め投げ)
- Aiki-nage (合氣投げ)
- Kokyū-nage (呼吸投げ)
- Ikkyō (一教)
- Nikyō (二教)
- Sankyō (三教)
- Yonkyō (四教)
- Gokyō (五教)
- Rokkyō (六教) / Hiji-jime (肘裸絞)

### Våben i aikido
De mest almindeligt brugte våben i forbindelse med aikidotræning er jo (杖, "stok"), bokken (木剣, "træsværd") og tanto (短刀, "kniv").
Ubevæbnet forsvar mod de nævnte våben kaldes oftest henholdsvis jo-tori (杖取り), tachi-tori (太刀取り) og tanto-tori (短刀取り).
Morihiro Saito skabte et våbensystem, ud fra den undervisning han modtog fra Morihei Ueshiba gennem mere end 20 år i Iwama.[kilde mangler] I den tradition kaldes våbentræning buki-waza (武器技), og indeles i aiki-jo (合氣杖) og aiki-ken (合氣剣). Der indgår solo kata med jo, og partner øvelser med bokken og jo.
Andre aikido-stilarter har udviklet deres egne våbensystemer, eller træner kata fra andre budostilarter.[kilde mangler]

## Grader i aikido
Inden for aikido anvendes kyu-dan-systemet, et gradueringssystem der blev adopteret fra den japanske sportsgren, judo. Kyu-dan-systemet blev opfundet i år 1883 af grundlæggeren for judo, Jigoro Kano (1860 – 1938). Den højeste dan-grad, der indtil nu er tildelt i aikido i Danmark (uanset stilart), er 7. dan. Det skete, da de to danske aikido udøvere Søren Wigh og Jan Max Bunzel som de første blev tildelt 7. dan i forbindelse med den årlige Kagami Biraki ceremoni i Hombu dojo i Tokyo januar 2020. Den højeste instruktørgrad i aikido - Shihan - blev for første gang i Danmark tildelt i 2022, nemlig til DAFs præsident, Keith O. Barger (7. dan).

## Grupperinger
Der findes forskellige stilarter inden for aikido, og grupperinger omkring instruktører med en markant individuel stil.
- Aikikai (合氣会), grundlagt af Morihei Ueshiba, Aikidos grundlægger. Under Aikikai underviser de ældste sensei i deres egen fortolkning af Ōsenseis undervisning, hvilket undertiden kan fremstå som forskellige semi-stilarter.
- Yoshinkan, grundlagt af Gozo Shioda.
- Yoseikan, grundlagt af Minoru Mochizuki.
- Shodokan Aikido ('Tomiki-aikido'), grundlagt af Kenji Tomiki.
- Ki no Kenkyukai (Ki-aikido'), grundlagt af Koichi Tohei.
- Tendoryu Aikido, grundlagt af Kenji Shimizu.
- Aikido Yuishinkai, grundlagt af Koretoshi Maruyama.

### Grupperinger i Danmark

#### Aikikai
Størst i medlemsantal er Dansk Aikido Forbund (DAF), der er tilknyttet Aikikai Hombu Dojo i Tokyo, Japan. Alle dan (sortbælte) gradueringer i Aikido foretages gennem Aikikai.
DAF blev stiftet i efteråret 2005 i et samarbejde mellem de på det tidspunkt to største grupperinger i Danmark, der havde trænet under henholdsvis Morihiro Saito og Shoji Nishio, og senere også den gruppe, der havde trænet under Reishin Kawai, og som efter dennes død valgte at undervise i aikido som formidlet af Moriteru Ueshiba, Morihei Ueshibas barnebarn og den nuværende leder af Aikikai. Alle i DAF anerkender Moriteru Ueshiba og Aikikai Hombu Dojo som fyrtårnene inden for Aikido.
- Morihiro Saito – I midten af 1970'erne startede Københavns Aikido Klub under den japanske Aikikai-shihan Takeji Tomita, der var bosat i Sverige. Hans stil var kendt under betegnelsen Iwama Ryu Aikido, og blev varetaget af Saito. Morihiro Saito, 9. dan, videreførte Morihei Ueshibas stil fra Iwama i uændret form, hvilket blandt andet indebar et stærkt fokus på våbenbrug. I 1992 blev klubberne, der havde trænet undet Tomita, knyttet direkte til Saito, og de afholdt træningslejre med ham hvert andet år fra 1986 til 2002. Efter Saitos død i 2002 valgte flertallet af de danske klubber at danne fællesskabet Takemusu Aikido Arkiveret 30. januar 2016 hos  Wayback Machine og slutte sig til Aikikai. Nogle få danske klubber valgte i stedet at følge Saitos søn, Hitohira Saito, som førte sin fars arv videre gennem organisationen "IWAMA SHIN SHIN AIKI SHURENKAI".[kilde mangler]
- Shoji Nishio – Flere klubber havde i 1970'erne kontakt til den ligeledes japanske Aikikai-shihan Toshikazu Ichimura, som på det tidspunkt boede i Sverige og var den officielle cheftræner i Skandinavien.[kilde mangler] Nishio var første gang i Skandinavien i 1982, hvor Ichimura og Tomita i fællesskab arrangerede en træningslejr med ham i Stockholm. Derefter besluttede Ichimura, og efterhånden mange af hans klubber, at træne Nishio's stil, som internt bar navnet Yoseikai Aikido, og hvor der trænes Aikido Toho Iai sammen med aikido. Fra 1983 til 2001 var Nishio i Danmark hvert år, og ved sin død i 2005 var han en af de få tilbageværende Shihan, der var tildelt 8. dan i Aikido. I 2003 blev han tildelt en Budo Kyoryusho-æresbevisning af Japanese Budo Federation for sit livslange arbejde for at udvikle og udbrede Aikido. I dag varetages aikidotræning baseret på Nishios tilgang af forbundet Danish Aikikai under ledelse af Søren Wigh og Jan Max Bunzel - begge 7. dan (Aikikai).
- Moriteru (og sønnen Mitsuteru) Ueshiba – Med en årelang baggrund som uchi-deshi hos den japanske Aikikai-shihan Reishin Kawai, kom Victor Manuel Merea Ortega (6. dan) til Danmark i 2002, og grundlagde i Odense Reishin Dojo Arkiveret 7. december 2022 hos  Wayback Machine (senere omdøbt til Enkaku Dojo) - og sidenhen en søster-dojo i Vejle. Siden Kawais død i 2010 har denne gruppering fulgt Hombu Dojos (her forstået som Ueshiba-familiens) tilgang meget tæt. Kawai, der ligesom Nishio var 8. dan, havde trænet dels Daito-ryu Aikijujutsu (før krigen), dels aikido under både Morihei Ueshiba og hans søn Kisshomaru Ueshiba, og han lagde i sin fortolkning af aikido stor vægt på at forene kampeffektivitet med harmoni i bevægelserne og i udøvernes helbred. Kawai underviste ikke kun i aikido, men også i shiatsu og akupunktur.

#### Ki no Kenkyukai
I 1983 begyndte Carsten Møller (6. Dan) at træne Shin Shin Toitsu Aikido, igennem en kontakt til Kenjiro Yoshigasaki (1953-2021) som dengang var cheftræner for Ki no Kenkyukai i Europa.
Shin Shin Toitsu Aikido (心身統一合氣道) betyder "Aikido med krop og sind forenet", og stilen kaldes ofte uformelt for Ki-Aikido.
I 2003 startede Yoshigasaki sit eget forbund, Ki no Kenkyukai Association Internationale[kilde mangler] og underviste i sin egen fortolkning af Shin Shin Toitsu Aikido.
Klubberne i Danmark fulgte med over i Ki no Kenkyukai Association Internationale,[kilde mangler] og der afholdtes jævnligt træningslejre i Danmark med Yoshigasaki som underviser. Efter Yoshigasaki død, 12. februar 2021, samarbejder de ca. 190 dojo'er i 26 lande forsat, nu under navnet Ki no Kenkyukai Musubi

#### Tendoryu Aikido
Tilbage fra 1970'erne har der været aktiviteter i Danmark med Tendoryu Aikido i Danmark, men den første egentlige klub startede i Fredericia i 1995 med Stig Weimar (3. dan) som leder.[kilde mangler] Kort tid efter startede klubberne i Herlev (Tim Jensen, 5. dan), Varde (Flemming Eriksen, 2. dan) og Vejle (Steffen Mortensen, 2. dan). Grundlæggeren Kenji Shimzu, én af de sidste personlige elever af Aikidos grundlægger Morihei Ueshiba, besøgte Danmark i 2009.

#### Aikido Yuishinkai
Aikido Yuishinkai (合氣道唯心会) blev grundlagt af Koretoshi Maruyama Sensei , da han forlod sin rolle som Chefinstruktør for Toheis Ki Society. I 2009 blev den første danske afdeling af Aikido Yuishinkai etableret af Søren Dalsgaard, med dojoer i Aarhus, Randers, Hadsten og Hornslet, udnævnt som Chefinstruktør for Aikido Yuishinkai. I 2020 trak han sig fra rollen som Chefinstruktør of Aikido Yuishinkai, Danmark, for at følge en uafhængig linje og Thomas Degn Nielsen, Aikido Yuishinkai Randers blev udnævnt som ny Chefinstruktør.
Aikido Mushin. 無心 Blev stiftet i 2020 af Søren Dalsgaard, som en af Japan uafhængig linje som integrere Iaido, Yuki og Aikido. Søren Dalsgaards baggrund var Aikido Toho Iai, 1990, (1 dan) og Shin Shin Toitsu Aikido (2 dan.) I 1997 dannede han gennem kontakt med Carsten Møller, Ki no Kenkyukai Association, København sin egen Dojo Ki.kai, Århus og senere Dojos i Randers, Hadsten og Hornslet som Chefinstruktør i Aikido Yuishinkai Danmark (6.dan).

## Sport og Aikido Verdensmesterskab
Efter Anden Verdenskrig stiftede Tomiki Kenji, som var professor ved Waseda University en aikido-klub ved dette universitet. Universitet insisterede på, at Tomiki udviklede aikido som en sport og på denne baggrund blev aikido systematiseret i form af konkurrence.
Den originale form for konkurrence var uden våben, men i 1966 havde den ene sportsudøver en daggert af gummi. Sidenhen har der formelt været afholdt konkurrencer med daggert hvert år ved All-Japan Student Aikido Tournament og de halvårlige National Adult Aikido Tournament.
Aikido World Championships har været arrangeret af Tomiki Aikido eller Shodokan Aikido siden år 2005. Alle sportskampe i disse turninger bliver afgjort ved at en jury af dommere giver deres vurdering til kende ved håndrækning efter sportskampen, kaldet "knock-out system".
For at opretholde verdens sportssamfund inden for rammerne af organisationen, SportAccord, har International Aikido Federation accepteret World Anti-Doping Agency og udviklet et anti-doping program, der er tilgodeser World Anti-Doping Code.

### Introduktion til aikido
Sådan trænes aikido i hverdagen:
"Hvad er aikido" En engelsksproget introduktion til aikido med DANSKE undertekster, der viser, hvordan en dojo ser ud, og hvordan helt almindelig, dagligdags aikidotræning foregår. Varighed: fire minutter.

### Organisationer
Følgende forbund organiserer aikido:
Internationale aikidoforbund
- Den officielle hjemmeside for SportAccord. (engelsk)
- Den officielle hjemmeside for International Aikido Federation (IAF), som er medlem af SportAccord. Arkiveret 9. februar 2012 hos  Wayback Machine (engelsk)
- Den officielle hjemmeside for European Tomiki Aikido Federation (ETAF). Arkiveret 8. juni 2012 hos  Wayback Machine ETAF er medlem af Japan Aikido Association - Shidokan.[21] (engelsk)

Aikidoforbund i Japan
- Den officielle hjemmeside for Japan Aikido Association. Arkiveret 17. juli 2013 hos  Wayback Machine (engelsk)
- Den officielle hjemmeside for Japan Aikido Association. Arkiveret 29. marts 2013 hos  Wayback Machine (engelsk)
- Den officielle hjemmeside for Shodokan Aikido Federation. Arkiveret 2. januar 2014 hos  Wayback Machine (engelsk)

Aikidoforbund og sammenslutninger i Danmark
- Den officielle hjemmeside for Dansk Aikido Forbund (DAF). DAF er medlem af International Aikido Federation.
- Den officielle hjemmeside for Takemusu Aikido Danmark. Arkiveret 6. marts 2016 hos  Wayback Machine En samling af klubber, der træner Aikido inspireret af Morihiro Saito Sensei.
- Den officielle hjemmeside for Danish Aikikai. Arkiveret 28. januar 2016 hos  Wayback Machine En samling af klubber, der træner Aikido inspireret af Shoji Nishio Sensei.